# Pavel Smirnov (joueur d'échecs)
Pour les articles homonymes, voir Pavel Smirnov et Smirnov.
Pavel Aleksandrovitch Smirnov (Павел Александрович Смирнов) est un joueur d'échecs russe né le 14 avril 1982 à Mejdouretchensk. Grand maître international depuis 2003, il a remporté le mémorial Petrossian à Erevan en 2004 devant Vassili Ivantchouk et Levon Aronian.
Au 1er août 2018, il est le 62e joueur russe avec un classement Elo de 2 574 points.

## Biographie et carrière
Pavel Smirnov termina deuxième ex æquo (2e-5e) du championnat de Russie d'échecs en 2002 (avec 6 points sur 9) et quatrième ex æquo (4e-14e) en 2001 (avec 5,5 points sur 9).
En 2004, il finit seul vainqueur du mémorial Petrosssian,  premier du championnat du Commonwealth à Bombay, ex æquo avec Nigel Short et premier ex æquo du championnat du monde universitaire à Izmir.
Lors du Championnat du monde de la Fédération internationale des échecs 2004, Smirnov parvint en huitième de finale (quatrième tour) et fut éliminé par Teimour Radjabov. Il avait éliminé notamment Lázaro Bruzón au premier tour et Levon Aronian au troisième tour
Lors de la Coupe du monde d'échecs 2005, Smirnov fut éliminé au premier tour par Dmitri Botcharov.
En 2011, Smirnov finit quatrième ex æquo de l'Open Aeroflot 2011.
En 2015, Pavel Smirnov gagna l'open Primorsky Debut à Vladivostok et l'Open de Carthage. En 2017, il partage la première place à la coupe du gouverneur à Ougra, ex æquo avec Dmitri Kokarev.

## Compétitions par équipe
Pavel Smirnov a remporté la coupe d'Europe des clubs d'échecs à deux reprises (en 2005 et 2006).